# Distrito de Mecklemburgo-Strelitz
El Distrito de Mecklemburgo-Strelitz (en alemán: Landkreis Mecklenburg-Strelitz') era un distrito ubicado al suroeste del estado federal de Mecklemburgo-Pomerania Occidental (Alemania). Los distritos vecinos a Mecklemburgo-Strelitz por el norte eran el distrito de Demmin y el distrito de Pomerania Oriental, al noreste se encuentra el distrito de Uecker-Randow, al este y suroeste el distrito de Uckermark del estado de Brandeburgo, al sur los distritos de Alto Havel y Prignitz Oriental-Ruppin y al oeste el distrito de Müritz. La ciudad independiente de distrito (kreisfreie Stadt) denominada Neubrandenburg corta al norte el territorio del distrito en dos bandas. La capital era Neustrelitz. 

## Historia
El distrito de Mecklemburgo-Strelitz en el año 1994 tuvo que sufrir una reforma en la composición de su territorio mediante la fusión de dos distritos del estado federal de Mecklemburgo-Pomerania Occidental uno de ellos era el distrito  de Neubrandenburgo (NB), y el otro el distrito de Neustrelitz (NZ) así como una gran parte del distrito de Strasburgo (SBG). Fue disuelto en 2011.

## Composición del distrito
(Habitantes a 30 de junio de 2006)
Municipios/ciudades
1. Feldberger Seenlandschaft (Sitz: Feldberg) (4.963)
2. Neustrelitz, Stadt * (22.275)

Unión de municipios/ciudades (Amt)
* Localización de la administración
| - 1. Amt Friedland 1. Datzetal (991) 2. Eichhorst (560) 3. Friedland, Ciudad * (7.345) 4. Galenbeck (1.470) 5. Genzkow (172) 6. Glienke (140) - 2. Amt Mecklenburgische Kleinseenplatte 1. Mirow, Stadt * (3.717) 2. Priepert (305) 3. Roggentin (731) 4. Wesenberg, Ciudad (3.263) 5. Wustrow (734) | - 3. Amt Neustrelitz-Land (Sitz: Neustrelitz) 1. Blankensee (1.911) 2. Blumenholz (858) 3. Carpin (998) 4. Godendorf (239) 5. Grünow (338) 6. Hohenzieritz (561) 7. Klein Vielen (786) 8. Kratzeburg (528) 9. Möllenbeck (762) 10. Userin (711) 11. Wokuhl-Dabelow (595) - 4. Amt Neverin 1. Beseritz (157) 2. Blankenhof (737) 3. Brunn (1.216) 4. Neddemin (340) 5. Neuenkirchen (1.237) 6. Neverin * (1.182) 7. Sponholz (831) 8. Staven (522) 9. Trollenhagen (1.001) 10. Woggersin (560) 11. Wulkenzin (1.599) 12. Zirzow (349) | - 5. Amt Stargarder Land 1. Burg Stargard, Stadt * (4.589) 2. Cammin (326) 3. Cölpin (912) 4. Groß Nemerow (1.340) 5. Holldorf (843) 6. Lindetal (1.355) 7. Pragsdorf (539) 8. Teschendorf (550) - 6. Amt Woldegk 1. Groß Miltzow (1.269) 2. Helpt (397) 3. Kublank (217) 4. Mildenitz (451) 5. Neetzka (298) 6. Petersdorf (168) 7. Schönbeck (481) 8. Schönhausen (297) 9. Voigtsdorf (111) 10. Woldegk, Stadt * (4.093) |